# 马里奥·佩拉佐洛
马里奥·佩拉佐洛（義大利語：Mario Perazzolo，1911年6月7日—2001年8月3日），生于帕多瓦，意大利男子足球运动员。他曾代表意大利参加1938年国际足联世界杯，结果获得冠军。